# Maachan no Nikkicho
Maachan no Nikkicho (яп. マアチャンの日記帳 Маа-тян но никкитё, «Дневник Маа-тяна», также Ma-chan no Nikki) — юмористическая манга Осаму Тэдзуки, опубликованная в 1946 году. Это его первая профессиональная манга. Автору в то время было лишь 17 лет.
Machan no Nikkicho выполнена в формате «ёнкома» и состоит из 73 полос. Публиковалась она в газете Shokokumin Shinbun для детей младшего школьного возраста.

## Сюжет
История рассказывает нам о приключениях мальчика по имени Маа и его повседневной жизни в послевоенный период. Основными персонажами манги являются сам Маа-тян, его родители и друг Тон-тян.